# Alexander Dawletowitsch Almetow
Alexander Dawletowitsch Almetow (russisch Александр Давлетович Альметов; * 18. Januar 1940 in Kiew; † 21. September 1992 in Moskau) war ein russischer Eishockeyspieler.

## Karriere
Zur Saison 1958/59 begann der 1,78 m große und 83 kg schwere Stürmer seine Karriere bei HK ZSKA Moskau und er blieb bei diesem Verein, bis er nach der Saison 1966/67 seine aktive Karriere beendete. Insgesamt erzielte er 212 Tore in 260 Spielen in der sowjetischen Liga. Er bildete mit seinen Partnern Weniamin Weniaminowitsch Alexandrow und Konstantin Borissowitsch Loktew eine überaus erfolgreiche Sturmreihe. Schon früh wurde er in das Team der sowjetischen Eishockeynationalmannschaft berufen. Am 12. Februar 1959 stand er in einem Spiel gegen Finnland zum ersten Mal für die Sbornaja auf dem Eis. Seine internationale Karriere wurde mit der Goldmedaille bei den Olympischen Winterspielen 1964 gekrönt. Vier Jahre zuvor hatte er mit seiner Mannschaft bereits die Bronzemedaille gewonnen. Für die Nationalmannschaft erzielte er 75 Tore in 107 Länderspielen. Bei den Eishockey-Weltmeisterschaften wurde er 1965 und 1967 in das All-Star Team gewählt und wurde fünf Mal mit seiner Mannschaft Weltmeister (1963 bis 1967). 1963 wurde er als Verdienter Meister des Sports der UdSSR ausgezeichnet, 1965 erhielt er den Orden des Roten Banners der Arbeit. Am 29. März 1967 bestritt er sein letztes Länderspiel.